# Mary Anne Talbot
Mary Anne Talbot, conosciuta anche come John Taylor (Londra, 2 febbraio 1778 – Shropshire, 4 febbraio 1808) è stata una corsaro inglese.

## Biografia
Essendo una delle sedici figlie illegittime di Lord William Talbot (1710–1782), fu costretta a vestirsi da maschio fin da bambina e, una volta cresciuta, continuò ad adottare abitudini maschili. Per alcuni anni aveva prestato servizio presso l’esercito. Sedotta dal suo tutore Essex Bowen, venne arruolata da lui come giovane fante nel suo reggimento. In seguito salpò con lui da Falmouth sulla Crown, in rotta per Santo Domingo. Essendo stato deviato il suo reggimento verso le Fiandre per andare contro i francesi, Anne prestò servizio come tamburino nella battaglia di Valenciennes. 
Successivamente abbandonò la nave e entrò a far parte di una ciurma francese. Nel luglio 1793, dopo che tutto il suo equipaggio fu catturato, fu costretta ad unirsi alla nave H.M.S. Brunswick, dove servì come domestico del capitano John Harvey. Il 1º giugno 1794 partecipò ad un’azione contro la nave francese Vengeur. Sebbene sia stata una dei pochi sopravvissuti, in questa battaglia fu ferita ad una gamba da una mitraglia e ricoverata all’Ospedale reale Haslar. Nel 1800, lasciato l’esercito, lavorò per un po’ al teatro di Drury Lane, poi divenne domestica per tre anni di un editore londinese, Robert S. Kirby, che ne scrisse la biografia The Life and Surprising Adventures of Mary Anne Talbot (1809), finché la sua salute non peggiorò, probabilmente anche a causa della gamba malamente curata. Visse presso amici nel Shropshire e morì poche settimane dopo all’età di 30 anni, il 4 febbraio 1808.
Tuttavia, sono emerse discrepanse nel racconto di Talbot in quello che lei narra di aver trascorso in mare, ciò ha messo in dubbio la veridicità della storia, in particolare dalla sua affermazione di essere stata sulla nave "Vesuvius" come guardiamarina quando fu catturata dai francesi sulla Manica, in quanto la nave era in servizio nelle Indie occidentali. Tralasciando le vicende legate alla veridicità degli eventi narrati, quello della Talbot fu un ritratto di una vita insolita nell'età georgiana. Infatti la donna trascorse i suoi ultimi dodici anni della sua vita frequentando taverne vestita da marinaio, chiedendo l'elemosina a nobili e a persone agiate, raccontando le sue sofferenze causate dal servizio militare, con disgrazie e numerosi procedimenti legali.